# 행복 찾기 (영화)
《행복 찾기》(This Is My Life)는 미국에서 제작된 노라 에프런 감독의 1992년 드라마 영화이다. Meg Wolitzer의 책 This Is Your Life에 기반을 둔다. 줄리 카브너 등이 주연으로 출연하였고 린다 옵스트 등이 제작에 참여하였다.

## 줄거리
도티 잉겔스는 퀸스에 사는 싱글맘으로, 메이시스 백화점 화장품 코너에서 일하면서도 스탠드업 코미디언이 되기를 꿈꾼다. 그녀는 십대의 책벌레 딸 에리카와 아직 어린 오팔 두 딸과 함께, 남편 놈이 몇 년 전 가출한 이후로 이모 해리엇의 집에 얹혀 살고 있었다. 도티는 언젠가 스타가 되기를 바라지만, 현실은 월급에 의존한 근근이 살아가는 생활이며, 코미디 연습을 할 수 있는 시간도 화장품을 팔면서 고객을 상대로 몰래 농담을 해보는 것뿐이다.
그러던 중 해리엇이 갑작스럽게 세상을 떠나고, 도티는 집을 상속받게 된다. 그녀는 그 집을 팔아 그 돈으로 맨해튼에 아파트를 임대하고, 빈털터리가 되기 전에 코미디계에 진출해보겠다는 도박을 감행한다. 도티는 자신을 더 기억에 남게 하기 위해 물방울무늬 옷을 입고 무대에 오르며, 첫 무대에서 괜찮은 반응을 얻는다. 클럽 무대에서 고군분투 중인 다른 코미디언들과도 교류하며, 어느 날 괴짜 대형 에이전트 아널드 모스를 그의 조수 클라우디아 커티스를 통해 소개받는다. 동료들은 그녀가 모스와 미팅을 잡았다는 사실에 놀라고 감탄한다.
모스는 도티의 무대를 즐기고, 곧바로 그녀에게 로스앤젤레스의 유명 코미디 쇼케이스인 선셋 스트립의 '코미디 샵' 무대를 주선해준다. 도티의 딸들은 모스가 쇼 도중 냅킨을 먹는 모습을 보고 의심스러워하지만, 어머니를 응원한다. 도티는 아이들을 뉴욕의 코미디 친구들에게 맡기고 LA로 떠난다. 그녀의 무대는 계속해서 성공을 거두고, 결국 전국 방송 토크쇼인 『더 개리 개리 쇼』 게스트 자리까지 얻게 된다. 처음에는 도티의 성공에 환호하던 딸들이었지만, 도티가 귀가 후 곧바로 또다시 LA로 떠나겠다고 하자 실망하게 된다.
이후 도티는 말하는 닭 분장으로 등장하는 광고 촬영을 하게 되는데, 돈은 많지만 창피한 이 광고를 보고 에리카는 도티가 "엄마답지 못하다"고 비난하며, 평범한 엄마가 아니라고 실망하고, 자신이 잉겔스 가족이라는 사실조차 부끄럽다고 말한다.
한편, 에리카는 학교에서 조던이라는 남학생과 교제하게 되는데, 첫 관계를 갖는 날 조던의 어머니이자 내분비학자인 여성이 그들을 들이닥치고, 생식기 모형을 꺼내어 안전한 성관계에 대한 강의를 시작한다. 에리카는 충격과 수치심으로 우울해지지만, 도티는 바빠서 딸의 변화를 알아채지 못한다. 그러던 중 도티는 라스베이거스 트로피카나 카지노에서 장기 공연을 앞두고 토크쇼에 출연해, 딸이 자신의 코미디 경력을 싫어하고 이름을 바꾸고 싶어 한다는 말을 공개적으로 해버린다. 에리카는 오팔이 자신의 비밀을 도티에게 말한 것에 분노하고, 도티가 딸들의 삶에 관심을 갖는 유일한 이유가 코미디 소재 때문이라는 사실에 더욱 분노한다.
엎친 데 덮친 격으로, 트로피카나에서의 첫 공연 이후 도티가 한 남성과 함께 호텔방에 들어오는 장면을 목격하게 된다. 다음 날 아침 도티는 자신이 모스와 오랫동안 비밀리에 교제해왔다고 고백하고, 딸들은 그를 ‘더 모스’라고 비꼬며 그가 새아버지가 될지도 모른다는 사실에 불쾌감을 감추지 못한다. 두 딸은 사립 탐정을 고용해, 현재 뉴욕 주 올버니에 살고 있는 친아버지 놈을 찾아낸다. 에리카는 아버지를 희미하게만 기억하고, 오팔은 전혀 기억하지 못하지만, 그를 만나러 가기로 한다.
어느 날 밤, 도티와 모스가 데이트 후 호텔로 돌아오자, 에리카가 즉석 스탠드업 형식으로 오팔과 베이비시터들에게 어머니에 대한 분노를 쏟아내는 장면을 목격한다. 도티는 딸들에게 자신이 어떤 희생을 했는지 모르고 배은망덕하다고 말하지만, 딸들은 짐을 싸서 밤중에 호텔을 떠나버린다. 올버니에 도착한 두 사람은 아버지의 새 아내 마사를 만나고, 그가 과일 유통회사에서 퇴근하길 기다린다. 그러나 놈은 딸들을 전혀 반기지 않으며, 도티가 성공한 코미디언이 되었다는 말에 비웃음을 터뜨린다. 이에 두 딸은 즉각 어머니를 감싸며 변호한다.
오팔은 문득, 아버지가 떠나던 날 “너희도 결국 도티처럼 안절부절 못하는 사람이 될 거야”라고 말했던 기억을 떠올린다. 에리카도 그 순간을 기억하며, 갑자기 방문을 끝내고 역으로 데려다 달라고 요구한다. 기차 안에서 에리카는 오팔에게 아버지가 실제로는 “프리짓(냉담한 여자)”라고 말했던 것이라고 고백한다. 오팔이 “그 말이 사실일까?”라고 묻자, 에리카는 눈물을 글썽이며 “그 사람한텐, 아마도. 누가 안 그랬겠어?”라고 답한다.
완전히 환멸을 느낀 두 딸은 도티에게 돌아오고, 도티는 그동안 경력에만 몰두해 아이들을 소홀히 했던 것을 사과한다. 셋은 소파에 함께 앉아 서로를 껴안고 화해한다. 그 자리에서 오팔과 에리카는 도티에게 “백화점 화장품 매장에서 일하는 싱글맘” 이야기를 소재로 한 뉴욕 배경의 시트콤을 써보라고 제안한다.

## 출연

### 주연
- 줄리 카브너
- 사만다 마티스

### 조연
- 가비 호프만
- 캐리 피셔
- 댄 애크로이드
- 마리타 게러티
- 웰커 화이트
- 캐롤린 애런
- 캐시 나지미
- 대니 존
- 르니 리핀
- 조이 베하
- 에스텔 해리스
- 시드니 아머스
- 데이빗 에이스너
- 애니 골든
- 팀 블레이크 넬슨
- 하비 밀러
- 케이트 맥그레고-스테워트
- 엘렌 클레혼
- 발리 브롬필드
- 다이앤 소콜로브
- 톰 우드
- 루이스 디 비안코
- 실비 코더스
- 테레사 토바
- 마시아 드보니스
- 헤더 브라운
- 빌리 반
- 밥 지델
- 올리 옵스트
- 리사 보인턴
- 에릭 멘델손
- 보 디에틀

## 기타
- 원작자: 메그 울리처
- 공동제작: 마이클 R. 조이스
- 세트: 자로 딕
- 세트: 힐튼 로즈마린
- 의상: 제프리 커랜드
- 배역: 줄리엣 테일러